# باب سارویا
باب سارویا (به انگلیسی: Babar "Bob" Saroya) نماینده هندی‌تبار و محافظه‌کار پارلمان کانادا از شهر تورنتو می‌باشد

وی در ۱۹ فوریه ۲۰۲۱، در آستانه سی و سومین سالگرد کشتار ارمنیان شهر سومگایت در ۲۷ فوریه ۱۹۸۸، سخنرانی ویژه ای را به یاد این واقعه انجام داد و آن را به شدت محکوم و گفت: 
«این ماجرا در سپتامبر گذشته هنگامی که آذربایجان جنگی را علیه آرتساخ به راه انداخت، تکرار شد. جنگ باعث بی خانمان شدن هزاران ارمنی شده و صدها اسیر جنگی ارمنی از سوی آذربایجان تحت رفتار غیرانسانی قرار گرفته‌اند. باید از تاریخ درس آموخت، ضروری است همیشه در کنار حمایت از حقوق بشر و عدالت ایستاد.»